# عبد الله علي عليوة
عبد الله علي عليوة (1947 - ) عسكري يمني ولد في حبان بمحافظة شبوة، ووزير دفاع سابق للجمهورية اليمنية ، كان المستشار العسكري للقائد الأعلى للقوات المسلحة علي عبد الله صالح ، أعلن تأييده لثورة الشباب اليمنية وتعين نائب أول لرئيس هيئة أنصار الثورة الشبابية.
تعرض في سبتمبر 2011 لمحاولة اغتيال جوار منزله في العاصمة صنعاء وقتل قائد حراسته وإصابة أحد مرافقيه.

## حياته
ولد في بلدة (حبان)، في مديرية حبان، في محافظة شبوة، ونشأ في مدينة عدن، وفيها درس المرحلة الابتدائية في المعهد العلمي الإسلامي، ثم انتقل إلى مدينة زنجبار، في محافظة أبين؛ فدرس فيها المرحلة المتوسطة، ثم عاد إلى مدينة عدن؛ فدرس فيها المرحلة الثانوية، وفي عام 1969م التحق بكلية (فرونزا) الجوية في الاتحاد السوفيتي؛ فحصل على دبلوم فني رادار عام 1971م، ثم حصل عام 1977م على درجة الماجستير في العلوم العسكرية، تخصص قيادة وأركان من الأكاديمية الجوية في مدينة كييف في الاتحاد السوفيتي، كما التحق بعدد من الدورات العسكرية؛ منها: دورة قائد فصائل في الأمن عام 1967م، ودورة قانون بوليس في العام التالى في مدينة عدن.

## مناصب تولاها
تعيّن أركان حرب القوى الجوية، ثم نائب قائد القوى الجوية، ثم قائدًا للقوى الجوية والدفاع الجوي، ثم رئيس أركان الجيش، ثم نائبًا أول لوزير الدفاع، ثم قائدًا لإحدى المجموعات في ألوية الوحدة عام 1986م، ثم محافظًا لمحافظة الجوف، وقائدًا لمحور الجوف عام 1992م، ثم قائدًا لمحور (شبوة – حضرموت) أثناء حرب الإنفصال 1994م، ثم رئيس هيئة الأركان العامة في نفس العام، ثم وزير الدفاع عام 2001م، ثم مستشار القائد الأعلى للقوات المسلحة عام 2006م.